# Татлиев, Сулейман Байрам оглы
Сулейман Байрам оглы Татлиев (азерб. Süleyman Bayram oğlu Tatlıyev; 27 февраля 1925 года, с. Даг-Кесаман, Агстафинский район, Азербайджанская ССР, СССР — 9 марта 2014 года, г. Баку, Азербайджанская Республика) — советский государственный деятель, Председатель Президиума Верховного Совета Азербайджанской ССР (1985—89 гг.).

## Биография
Участник Великой Отечественной войны, был тяжело ранен на фронте. В 1951 г. окончил химический факультет Азербайджанского государственного университета.
- 1951—1956 гг. — инженер Грозненского нефтеперерабатывающего завода.
- 1956—1961 гг. — на ответственных должностях на Сумгаитском заводе синтетического каучука.
- 1961—1963 гг. — заведующий отделом в управлении химической промышленности Совета народного хозяйства Азербайджана.
- 1963—1965 гг. — заместитель заведующего нефтехимическим отделом ЦК КП Азербайджана, инспектор Закавказского бюро ЦК КПСС.
- 1965—1970 гг. — начальник управления химической промышленности Совета Министров Азербайджанской ССР.
- 1970—1978 гг. — управляющий делами Совета Министров Азербайджанской ССР.
- 1978—1985 гг. — Первый заместитель Председателя Совета Министров Азербайджанской ССР.
- 1985—1989 гг. — Председатель Президиума Верховного Совета Азербайджанской ССР.

С 1994 г. и до конца жизни — президент Торгово-промышленной палаты Азербайджанской Республики.
Член Центральной ревизионной комиссии КПСС (1986—1990). Депутат Верховного Совета СССР (1979—1989).

## Награды и звания
- Орден «Слава» (22 февраля 2005 года) — за заслуги в экономическом развитии Азербайджана[1].
- Орден Дружбы (27 декабря 2004 года, Россия) — за большой вклад в развитие и укрепление российско-азербайджанских торгово-экономических связей[2].
- Орден Октябрьской Революции.
- Два ордена Трудового Красного Знамени.
- Орден «Знак Почёта».
- Орден Отечественной войны I степени.
- Персональная пенсия Президента Азербайджанской Республики (10 ноября 2005 года)[3].